# Al-Badraman
Al-Badraman – miejscowość w Egipcie, w muhafazie Al-Minja. W 2006 roku liczyła 11 245 mieszkańców.